# 지미 도시

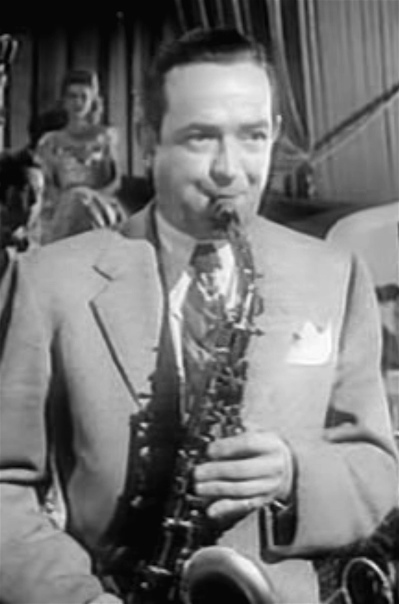
지미 도시(1947년)

지미 도시(Jimmy Dorsey, 1904년 ~ 1957년)는 미국의 가수이다. 노스다코타주 스트라스버그에서 태어났다. 그의 동생 토미와 함께 클라리넷, 알토에 뛰어난 기술을 지녔으며, 스윙 시대에 활약한 밴드 리더이다. 어릴 적부터 음악교사인 부친에게서 악기를 배워 17세에 프로가 되었다. 1920년대에 화이트먼 악단 등 많은 악단을 거쳐 1933년에는 토미와 함께 도시 브라더스를 결성하였으나, 1935년에 형제끼리 결별하여 각각 따로 악단을 만들었다. 1940년 초의 상업적인 《아마폴라》, 《그린 아이즈》가 인기를 얻었으며, 후기에는 오리지널 도시랜드 악단으로 딕시한 연주를 하였으나, 1953년에 밴드를 해산한 뒤 다시 토미 악단에 들어가 활동하던 중 1957년 6월에 사망하였다.